# MNP Tower
La MNP Tower è un grattacielo nel centro di Vancouver, Canada.

## Caratteristiche
L'edificio, che ha un'altezza di 143 metri, è il sesto edificio più alto della città e l'edificio esclusivamente per uffici più alto. L'edificio è stato progettato dallo studio di architettura americano Kohn Pederson Fox e la costruzione è iniziata nel 2012 ed è stata completata nel 2014.